# I Would Love To
I Would Love To ist ein Rocksong des US-amerikanischen Rockmusikers Steve Vai von dem Album Passion and Warfare aus dem Jahr 1990 und wurde als Single veröffentlicht.
Die Single erreichte Platz 38 der Mainstream Rockcharts im Jahr 1990.

## Musikvideo
Im Musikvideo trägt Vai den gleichen dunklen Mantel, wie im Musikvideo zu For the Love of God und verwendet seine mit Swirl-Effekt pink, gelb, grün, schwarz lackierte Ibanez Universe. Im Musikvideo wird größtenteils gezeigt, wie Vai den Song spielt.
Das Musikvideo wurde im Jahr 1990 in Burbank, Kalifornien aufgenommen und erschien unter Sony Records im selben Jahr. Produziert wurde das Video von Vai und High Insight, der ebenso Regie führte. Geschnitten wurde das Video von der Firma Propaganda.
Vai selbst beschrieb das Video: Das ist eines dieser Dinge, wo man zurück blickt und denkt: "Was habe ich mir dabei gedacht? Aber hey, hier ist es ... Vielleicht wird irgendwann jemand verstehen wofür es gedreht worden ist ...